# Isla de Santa Catalina
Isla de Santa Catalina – wyspa na wodach Morza Alborańskiego w jego zachodniej części, u wybrzeży Ceuty, hiszpańskiej enklawy w Maroku.